# Gorgonea Tertia
Gorgonea Tertia, eller Rho Persei, är en halvregelbunden variabel (SRB) i stjärnbilden Perseus. Avståndet till stjärnan är ungefär 308 ljusår.
Stjärnan varierar mellan visuell magnitud +3,3 och 4 med en period av ungefär 50 dygn.